# Arnoldus van Vaernewyck
Arnoldus van Vaernewyck alias Arnoldus Bostius (ca. 1448 - 1512) was een 15de-eeuwse karmeliet, theoloog, geschiedkundige en humanist.

## Leven
Van Vaernewyck werd geboren als zoon van Iwan van Vaernewyck, heer van Roborst (Land van Aalst). Volgens sommigen genoot hij een universitaire opleiding te Parijs, waarna hij doctor in de theologie werd. Hij werd karmeliet en voerde gedurende zijn leven een bijzondere correspondentie met de groten van zijn tijd, waaronder Desiderius Erasmus en Robertus Gaguin.
- Bibliothèque nationale de France: cb119929627 (data)
- Digitale Bibliotheek voor de Nederlandse Letteren: bost009
- Gemeinsame Normdatei: 118504193
- International Standard Name Identifier: 0000 0001 0959 8246
- Library of Congress Control Number: n83015134
- Nationale Bibliotheek van Tsjechië: ola2008481183
- Nederlandse Thesaurus van Auteursnamen: 073269948
- Virtual International Authority File: 22932384
- WorldCat: E39PBJxht6xpHyG8kJCPCJRHYP